# KSV Aalen
Der KSV Aalen 05 ist ein deutscher Ringerverein aus Aalen.

## Geschichte
Der Verein wurde 1904 unter dem Namen KSV Germania Aalen gegründet und zählt zu den erfolgreichsten Ringerstaffeln Deutschlands mit dem VfK Schifferstadt, AC Bavaria Goldbach, KSV Witten 07 und KSV Köllerbach. Nachdem hohe Steuerschulden bekannt wurden, wurde die Ringerabteilung als GmbH ausgegliedert und der Altverein meldete Insolvenz an, während der Verein 2005 als KSV Aalen 05 neu gegründet wurde. Auf diesem Weg konnte der KSV Aalen die weitere Zugehörigkeit zur Bundesliga sicherstellen und seine acht Deutschen Meisterschaften behalten.
Die erste Mannschaft rang bis Ende der Saison 2010/2011 in der 1. Ringer-Bundesliga und erreichte in der Saison 2006/07 Platz 2 hinter dem SV Germania Weingarten aus Baden und wurde in der Zwischenrunde Zweiter hinter dem 1. Luckenwalder SC.
In der Vergangenheit konnte der Titel des deutschen Mannschaftsmeisters schon mehrmals nach Aalen geholt werden. Das erste Mal war dies 1979 der Fall, als man im Finale Titelverteidiger Witten mit einem Gesamtresultat von 42:38 (20:20 und 22:18) schlug. Salim Özkan gewann im Papiergewicht damals nach Schiedsrichterentscheidung gegen seinen Wittener Gegner Münür Caliskan. Bereits 1976 scheiterten die Aalener am VfK Schifferstadt. 1984 konnte der Titel wieder nach Württemberg durch einen Sieg über die Schifferstädter geholt werden. Unter dem Trainer Ahmet Çakıcı konnte der Titel zwischen 1997 und 2002 sechsmal in Folge errungen werden, zuletzt gegen Schifferstadt. 2003 und 2004 musste sich der KSV Aalen im Finale von den Kurpfälzern teils deutlich geschlagen geben. In der Saison 2005/06 verpasste der neugegründete KSV Aalen 05 die Play-offs mit einem fünften Platz in der Vorrunde. In den folgenden Kampfzeiten erreichten die Aalener aber immer die Endrunde, 2010 gewann Aalen schließlich den Titel nach einem Sieg im Finale über den SV Germania Weingarten.
In der Saison 2010/11 scheiterte der KSV Aalen 05 im Halbfinalrückkampf auswärts in Bretten am SV Germania Weingarten. Weingarten wurde später durch einen Finalsieg über die RWG Mömbris-Königshofen erstmals deutscher Mannschaftsmeister.
Nachdem der deutsche Ringerverband plante, den Verein von der Staffel West in die Staffel Ost zu versetzen, kam die Vereinsspitze des KSV bereits am 16. Februar 2011 überein, aus finanziellen Gründen nicht dorthin zu wechseln und verkündete unmittelbar nach der Zwangsversetzung am 21. Februar 2011, sich stattdessen aus dem Oberhaus abzumelden. Der KSV Aalen startet in der anstehenden Saison 2011/12 deshalb nur noch in der Oberliga, in der bis dahin die zweite Mannschaft antrat.
Der „Rücktritt vom Rücktritt“ wurde wenige Tage später verkündet, nachdem verlautbar wurde, dass Anhänger, Mitglieder und Sponsoren gegen die Taktik der Vorstandschaft sind. Unter Aufstockung des Etats mittels Sponsorengeldern behält der KSV Aalen 05 seinen Kader in der 1. Bundesliga.
In Folge wanderten weitere Topringer (z. B. Bichinashvili und Motsalin) ab. Der amtierende Deutsche Mannschaftsmeister SV Germania Weingarten verstärkte sich zuletzt mit Topringer Guidea (2010 unbesiegt) aus dem Kader des KSV Aalen 05.
Am 25. Februar 2012 beschloss der Bundesligaausschuss des DRB eine neue Einteilung der Bundesligastaffeln. Aalen trat demnach 2012/13 in der Staffel Süd unter anderem gegen Weingarten, Nendingen und Burghausen an.
Nach der Saison 2016/17 zog der KSV Aalen 05 seine Mannschaft aus der 1. Bundesliga zurück und startet von nun an in der Bezirksklasse.

## Erfolge
- Deutscher Mannschaftsmeister: (9) 1979/80, 1984/85, 1997/98, 1998/99, 1999/2000, 2000/01, 2001/02, 2002/03, 2009/10

## Saisonübersicht
| Platzierungen seit 2005 | Platzierungen seit 2005 | Platzierungen seit 2005   | Platzierungen seit 2005 | Platzierungen seit 2005      |
| ----------------------- | ----------------------- | ------------------------- | ----------------------- | ---------------------------- |
| 2005/06                 | 1. Liga                 | Ringer-Bundesliga Süd     | Platz 5 (von 09)        |                              |
| 2006/07                 | 1. Liga                 | Ringer-Bundesliga Südwest | Platz 2 (von 06)        | Zwischenrunde                |
| 2007/08                 | 1. Liga                 | Ringer-Bundesliga Süd     | Platz 2 (von 08)        | Viertelfinale                |
| 2008/09                 | 1. Liga                 | Ringer-Bundesliga Süd     | Platz 2 (von 08)        | Viertelfinale                |
| 2009/10                 | 1. Liga                 | Ringer-Bundesliga West    | Platz 3 (von 10)        | Deutscher Meister            |
| 2010/11                 | 1. Liga                 | Ringer-Bundesliga West    | Platz 3 (von 10)        | Halbfinale                   |
| 2011/12                 | 1. Liga                 | Ringer-Bundesliga Ost     | Platz 1 (von 09)        | Viertelfinale                |
| 2012/13                 | 1. Liga                 | Ringer-Bundesliga Süd     | Platz 4 (von 08)        | Zwischenrunde (Achtelfinale) |

## Bekannte Mitglieder
- Djamel Ainaoui (* 1975)
- Serafim Barzakow (* 1975)
- Leonid Basan (* 1985), kam zur Saison 2010/11
- Emzarios Bedinidis (* 1975)
- David Bichinashvili (* 1975), 2009 vom VfK Schifferstadt gekommen
- Ralf Böhringer (* 1984), kam vom VfK Schifferstadt
- Ahmet Çakıcı (* 1963), 1996 als Aktiver gekommen, von 1997 bis 2002 Trainer
- Aleksander Cichoń (* 1958), bis 1989 beim KSV Aalen, zuvor in Freiburg
- Jan Dolgowicz (* 1954), Aktiver, später auch Trainer der Bundesliga-Mannschaft
- Arsen Dschulfalakjan (* 1987), 2008 nach Aalen
- Artur Elmer (* 1939)
- Wassyl Fedoryschyn (* 1981), kam 2008 und wurde von der FILA zum „Ringer des Jahres“ ausgezeichnet
- Christian Fetzer (* 1984)
- Araik Geworgjan (* 1973)
- Hans Gstöttner (* 1967), nach der Wende zum KSV
- Amiran Kartanow (* 1976), 2010/11 zum KSV gekommen
- Stefan Kehrer (* 1985), 2009 vom KSV Ketsch nach Aalen
- Roman Kierpacz (* 1961)
- Eldari Luka Kurtanidse (* 1972)
- Jimmy Lidberg (* 1982)
- Willibald Liebgott (* 1956)
- David Musuľbes (* 1972), seit 2008 für Aalen am Start
- Petro Pawlidis (* 1955), gebürtiger Aalener, Vereinseintritt 1965, blieb die gesamte Karriere beim KSV
- Jürgen Scheibe (* 1968)
- Tim Schleicher (* 1988), ab 2012 aus Nürnberg
- Andreas Schröder (* 1960), kam nach der Wende vom SC Motor Jena
- Peter Syring (* 1956), kam nach der Wende aus Halle (Saale) zum KSV Aalen
- Alfred Ter-Mkrtchyan (* 1971)
- Kiril Tersiew (* 1983)
- Radoslaw Welikow (* 1983) Saison 2011/2012 aus Köllerbach
- Richard Wolff (* 1948), beendete in Aalen seine Laufbahn
- Ryszard Wolny (* 1969)
- Rifat Yıldız (* 1965)
- Marko Yli-Hannuksela (* 1973)
- Thomas Zander (* 1967), der gebürtige Aalener begann mit sechs Jahren beim KSV mit dem Ringen